# Tour della nazionale maschile di rugby a 15 delle Tonga 1997
Tra il 1997 e il 1999, la nazionale di Tonga di "rugby a 15" si reca varie volte in tour per prepararsi alla Coppa del mondo del 1999

## Africa Australe
Nel maggio-giugno 1997 la selezione di Tonga conquista 4 vittorie contro Zimbabwe, Namibia, e le selezioni di Eastern Province e Border, ma cede a Zimbabwe e Sudafrica.
| Harare 17 maggio 1997 | Zimbabwe       | 13 – 42 | Tonga | Police Ground\| Arbitro: \| C. Spannenberg \| |
| Arbitro:              | C. Spannenberg |         |       |                                               |

| 21 maggio 1997 | Namibia B | 38 – 31 | Tonga XV |  |

| Arbitro: | A Schoonwinkel |

|           |      |                           |
| Samuelson | mt   | Faka'osi'folau, Taumalolo |
|           | tr   | Tonga 2                   |
| Erasmus 3 | c.p. | Tonga 2                   |

| Pretoria 28 maggio 1997 | Northern Transvaal XV | 46 – 6 | Tonga XV |  |

| Port Elizabeth 1º giugno 1997 | Eastern Province | 19 – 34 | Tonga XV | Adcock Stadium |

| East London 4 giugno 1997 | Border | 10 – 27 | Tonga XV | Waverley Park |

| Arbitro: | Marty Wiles |

|                                                                                 |      |           |
| Drotské, Garvey 2, Kruger 2, Small 2, Snyman 3, van der Westhuizen, van Heerden | mt   | Taufo'ou  |
| Lubbe 7                                                                         | tr   | Taumalolo |
|                                                                                 | c.p. | Tonga     |

## Samoa e Figi
Prima di rientrare in patria, disputa due match validi per il Triangolare del pacifico con Fiji e Samoa.
| Arbitro: | G. Wahlstrom |

|                                      |      |       |
| Lasagavibau, Little Tulievu-Kurimudu | mt   | Uhi   |
| Little                               | tr   | Tonga |
| Little                               | c.p. |       |
|                                      | drop | Tonga |

| Apia 28 giugno 1997 | Samoa | 62 – 13 | Tonga |  |

| Arbitro: | Paul Honiss |

|                          |      |                       |
| Leiasamaiva'o, Tuigamala | mt   | MN Rauluni, Uluinayau |
| Va'a 2                   | tr   | N. Little 2           |
| Va'a 4                   | c.p. | N. Little             |

## In Gran Bretagna
Un tour lungo ed utile per i Tongani, che mostrano una serie di progressi notevoli. Un solo test contro i Galles con sconfitta pesante, ma con un gioco apprezzato dai critici britannici. L'unico test ufficiale del tour, vede i Tongani opposti al Galles. Facile successo per i padroni di casa, che interpretano il match come preparazione per il successivo Test contro la Nuova Zelanda.
| Bristol 30 ottobre 1997 | Bristol | 25 – 35 | Tonga XV |  |

| Edimburgo 3 novembre 1997 | Edinburgh | 26 – 14 | Tonga XV |  |

| Oxford 6 novembre 1997 | Oxford University | 16 – 31 | Tonga XV |  |

| Bath 13 novembre 1997 | Bath | 13 – 29 | Tonga XV | Recreation Ground |

| Arbitro: | S. Borsani |

|                                           |      |  |
| Davies, G Thomas 2 Walker, Wyatt, Anthony | mt   |  |
| Neil Jenkins 2                            | tr   |  |
| Neil Jenkins 4                            | c.p. |  |

| Sale 20 novembre 1997 | Sale | 14 – 26 | Tonga XV |  |

| Leeds 26 novembre 1997 | Leeds | 29 – 15 | Tonga XV |  |

| Londra 29 novembre 1997 | Saracens FC | 83 – 8 | Tonga XV |  |